# Coppa del Mondo di tuffi
La Coppa del mondo di tuffi (ufficialmente FINA Diving World Cup) è una competizione sportiva internazionale di tuffi organizzata dalla Federazione internazionale del nuoto (FINA) dal 1979. Generalmente ha cadenza biennale.
Il concorso prevede la partecipazione di atleti maschi e femmine, divisi per categorie. Alle edizioni di Changzhou 2010 e di Shanghai 2014 e si è disputato un team event, in cui le coppie erano composte da un maschio ed una femmina. A Wuhan 2018 si sono disputate tre prove a squadre miste.
Dall'ultima rilevante variazione del formato, avvenuta nel 2008, per ogni genere, sono presenti quattro differenti specialità: trampolino 3 metri individuale, piattaforma 10 m individuale, trampolino 3 m sincronizzato, piattaforma 10 m sincronizzato; per un totale di otto concorsi, nove con il team event.
I risultati della competizione valgono per le qualificazioni ai Giochi olimpici estivi.

## Storia
La prima edizione della Coppa del mondo di tuffi si è svolta a Woodlands negli Stati Uniti d'America. Il formato della prima edizione prevedeva solo due concorsi per genere, entrambi individuali: il trampolino 3 metri e la piattaforma 10 metri.
Il formato è stato modificato per l'edizione di Indianapolis 1989 con l'inserimento di una terza disciplina individuale: il trampolino 1 metro.

## Edizioni
| Edizione | Anno | Città             | Nazione       |
| -------- | ---- | ----------------- | ------------- |
| 1        | 1979 | The Woodlands     | Stati Uniti   |
| 2        | 1981 | Città del Messico | Messico       |
| 3        | 1983 | The Woodlands     | Stati Uniti   |
| 4        | 1985 | Shanghai          | Cina          |
| 5        | 1987 | Amersfoort        | Paesi Bassi   |
| 6        | 1989 | Indianapolis      | Stati Uniti   |
| 7        | 1991 | Winnipeg          | Canada        |
| 8        | 1993 | Pechino           | Cina          |
| 9        | 1995 | Atlanta           | Stati Uniti   |
| 10       | 1997 | Città del Messico | Messico       |
| 11       | 1999 | Wellington        | Nuova Zelanda |
| 12       | 2000 | Sydney            | Australia     |
| 13       | 2002 | Siviglia          | Spagna        |
| 14       | 2004 | Atene             | Grecia        |
| 15       | 2006 | Changshu          | Cina          |
| 16       | 2008 | Pechino           | Cina          |
| 17       | 2010 | Changzhou         | Cina          |
| 18       | 2012 | Londra            | Regno Unito   |
| 19       | 2014 | Shanghai          | Cina          |
| 20       | 2016 | Rio de Janeiro    | Brasile       |
| 21       | 2018 | Wuhan             | Cina          |
| 22       | 2021 | Tokyo             | Giappone      |
| 23       | 2022 | Berlino           | Germania      |
| 24       | 2024 | Xi'an             | Cina          |
| 25       | 2025 | Pechino           | Cina          |

## Palmarès maschile
| Anno | Luogo             | Trampolino 1 m | Trampolino 3 m         | Piattaforma 10 m | Trampolino sincro 3 m          | Piattaforma sincro 10 m  |
| ---- | ----------------- | -------------- | ---------------------- | ---------------- | ------------------------------ | ------------------------ |
| 1979 | Woodlands         | N.D.           | Christopher Snode      | Greg Louganis    | N.D.                           | N.D.                     |
| 1981 | Città del Messico | N.D.           | Carlos Girón Gutiérrez | Ping Li Hong     | N.D.                           | N.D.                     |
| 1983 | Woodlands         | N.D.           | Greg Louganis          | Greg Louganis    | N.D.                           | N.D.                     |
| 1985 | Shanghai          | N.D.           | Liangde Tian           | Kongzheng Li     | N.D.                           | N.D.                     |
| 1987 | Amersfoort        | N.D.           | Greg Louganis          | Bruce Kimball    | N.D.                           | N.D.                     |
| 1989 | Indianapolis      | Mark Lenzi     | Tang                   | Ni Xiong         | N.D.                           | N.D.                     |
| 1991 | Winnipeg          | Wang Yijie     | Mark Lenzi             | Shuwei Sun       | N.D.                           | N.D.                     |
| 1993 | Pechino           | Lan Wei        | Yu Zhuocheng           | Ni Xiong         | N.D.                           | N.D.                     |
| 1995 | Atlanta           | Yu Zhuocheng   | Dmitrij Sautin         | Shuwei Sun       | Brian Earley Kevin McMahon     | Xiao Hailiang Tian Liang |
| 1997 | Città del Messico | Ben Liu        | Dmitrij Sautin         | Dmitrij Sautin   | Ming Gong Hao Xu               | Chengwei Li Qiang Huang  |
| 1999 | Wellington        | Zhou Yilin     | Fernando Platas        | Tian Liang       | Yu Zuocheng Xiao Hailiang      | Tian Liang Shuwei Sun    |
| 2000 | Sydney            | Wang Tianling  | Dmitrij Sautin         | Tian Liang       | Xiong Ni Xiao Hailiang         | Tian Liang Qiang Huang   |
| 2002 | Siviglia          | Xu Xiang       | Dmitrij Sautin         | Tian Liang       | Wang Tianling Wang Feng        | Tian Liang Tong Luo Yu   |
| 2004 | Atene             | N.D.           | Alexandre Despatie     | Tian Liang       | Peng Bo Wang Kenan             | Tian Liang Yang Jinghui  |
| 2006 | Changshu          | He Chong       | Qin Kai                | Zhou Lüxin       | Wang Feng He Chong             | Huo Liang Lin Yue        |
| 2008 | Pechino           | N.D.           | He Chong               | Sascha Klein     | Wang Feng Qin Kai              | Huo Liang Lin Yue        |
| 2010 | Changzhou         | N.D.           | He Chong               | Matthew Mitcham  | Qin Kai Luo Yutong             | Cao Yuan Zhang Yanquan   |
| 2012 | Londra            | N.D.           | He Chong               | Qiu Bo           | Qin Kai Luo Yutong             | Cao Yuan Zhang Yanquan   |
| 2014 | Shanghai          | N.D.           | He Chong               | Yang Jian        | Yue Lin Cao Yuan               | Yue Lin Cao Yuan         |
| 2016 | Rio de Janeiro    | N.D.           | Rommel Pacheco         | Qiu Bo           | Stephan Feck Patrick Hausding  | Yue Lin Chen Aisen       |
| 2018 | Wuhan             | N.D.           | Xie Siyi               | Chen Aisen       | Cao Yuan Xie Siyi              | Yang Hao Chen Aisen      |
| 2021 | Tokyo             | N.D.           | Martin Wolfram         | Tom Daley        | Daniel Goodfellow Jack Laugher | Tom Daley Matty Lee      |
| 2022 | Berlino           | N.D.           | Wang Zongyuan          | Yang Jian        | Wang Zongyuan Cao Yuan         | Yang Hao Lian Junjie     |
| 2024 | Xi'an             | N.D.           | Wang Zongyuan          | Yang Hao         | Wang Zongyuan Long Daoyi       | Yang Hao Lian Junjie     |
| 2025 | Pechino           | N.D.           | Wang Zongyuan          | Zhu Zifeng       | Zheng Jiuyuan Hu Yukang        | Zhu Zifeng Cheng Zilong  |

## Palmarès femminile
| Anno | Luogo             | Trampolino 1 m | Trampolino 3 m    | Piattaforma 10 m | Trampolino sincro 3 m          | Piattaforma sincro 10 m      |
| ---- | ----------------- | -------------- | ----------------- | ---------------- | ------------------------------ | ---------------------------- |
| 1979 | Woodlands         | N.D.           | Valerie McFarlane | Irina Kalinina   | N.D.                           | N.D.                         |
| 1981 | Città del Messico | N.D.           | Oin Shi Mei       | Xia Chen Xiao    | N.D.                           | N.D.                         |
| 1983 | Woodlands         | N.D.           | Chun Peng Yuan    | Xia Chen Xiao    | N.D.                           | N.D.                         |
| 1985 | Shanghai          | N.D.           | Xia Li Xiao       | Michele Mitchell | N.D.                           | N.D.                         |
| 1987 | Amersfoort        | N.D.           | Gao Min           | Yanmei Xu        | N.D.                           | N.D.                         |
| 1989 | Indianapolis      | Gao Min        | Gao Min           | Wendy Williams   | N.D.                           | N.D.                         |
| 1991 | Winnipeg          | Xiaoling Yu    | Britta Baldus     | Elena Mirošina   | N.D.                           | N.D.                         |
| 1993 | Pechino           | Shuping Tan    | Shuping Tan       | Bin Chi          | N.D.                           | N.D.                         |
| 1995 | Atlanta           | Vera Il'ina    | Fu Mingxia        | Bin Chi          | Guo Jingjing Deng L.           | Guo Jingjing Wang Rui        |
| 1997 | Città del Messico | Zhang Jing     | Eryn Bulmer       | Myriam Boileau   | Jing Zhang Lei Shi             | Bin Chi Wang Rui             |
| 1999 | Wellington        | Zhang Jing     | Liang Xiaoqio     | Sang Xue         | Guo Jingjing Lan Yang          | Li Na Sang Xue               |
| 2000 | Sydney            | Irina Laško    | Guo Jingjing      | Li Na            | Vera Il'ina Julija Pachalina   | Li Na Sang Xue               |
| 2002 | Siviglia          | Guo Jingjing   | Guo Jingjing      | Lao Lishi        | Vera Il'ina Julija Pachalina   | Lao Lishi Li Ting            |
| 2004 | Atene             | N.D.           | Julija Pachalina  | Laura Wilkinson  | Wu Minxia Guo Jingjing         | Lao Lishi Li Ting            |
| 2006 | Changshu          | Guo Jingjing   | Wu Minxia         | Jia Tong         | Guo Jingjing Li Ting           | Jia Tong Chen Ruolin         |
| 2008 | Pechino           | N.D.           | Wu Minxia         | Chen Ruolin      | Wu Minxia Guo Jingjing         | Wang Xin Chen Ruolin         |
| 2010 | Changzhou         | N.D.           | He Zi             | Hu Yadan         | He Zi Wu Minxia                | Wang Hao Chen Ruolin         |
| 2012 | Londra            | N.D.           | Wu Minxia         | Chen Ruolin      | He Zi Wu Minxia                | Wang Hao Chen Ruolin         |
| 2014 | Shanghai          | N.D.           | Shi Tingmao       | Xiaohui Huang    | Wu Minxia Shi Tingmao          | Chen Ruolin Huixia Liu       |
| 2016 | Rio de Janeiro    | N.D.           | Shi Tingmao       | Ren Qian         | Wu Minxia Shi Tingmao          | Chen Ruolin Huixia Liu       |
| 2018 | Wuhan             | N.D.           | Shi Tingmao       | Zhang Jiaqi      | Shi Tingmao Chang Yani         | Zhang Jiaqi Zhang Minjie     |
| 2021 | Tokyo             | N.D.           | Chen Yiwen        | Pandelela Rinong | Chang Yani Chen Yiwen          | Meaghan Benfeito Caeli McKay |
| 2022 | Berlino           | N.D.           | Chang Yani        | Chen Yuxi        | Chang Yani Chen Yiwen          | Chen Yuxi Quan Hongchan      |
| 2024 | Xi'an             | N.D.           | Chen Yiwen        | Chen Yuxi        | Anabelle Smith Maddison Keeney | Chen Yuxi Quan Hongchan      |
| 2025 | Pechino           | N.D.           | Chen Jia          | Chen Yuxi        | Chang Yani Chen Yiwen          | Chen Yuxi Quan Hongchan      |

## Palmarès eventi misti
| Anno | Luogo     | Trampolino sincro 3 m | Piattaforma sincro 10 m | Team event                                      |
| ---- | --------- | --------------------- | ----------------------- | ----------------------------------------------- |
| 2010 | Changzhou | N.D.                  | N.D.                    | David Boudia Haley Ishimatsu                    |
| 2014 | Shanghai  | N.D.                  | N.D.                    | Xiaohui Huang Aisen Chen                        |
| 2018 | Wuhan     | Li Zheng Wang Han     | Si Yajie Lian Junjie    | Qiu Bo Chen Yiwen                               |
| 2024 | Xi'an     | N.D.                  | N.D.                    | Wang Zongyuan Yang Hao Chen Yuxi                |
| 2025 | Pechino   | N.D.                  | N.D.                    | Chen Yiwen Cheng Zilong Chen Yuxi Wang Zongyuan |